# Terrorisme en 1947

## Événements

### Mars
- France, 25 mars 1947 : à minuit trente, une bombe explose devant un magasin de porcelaine à Limoges. L'explosion est si forte qu'une vingtaine de magasins sont endommagés.[réf. nécessaire]
- Israël, 31 mars 1947 : un dépôt de carburant appartenant à Shell est incendié à Haïfa par le groupe Sterna.[réf. nécessaire]

### Avril
- Israël, 22 avril 1947 : un train militaire britannique saute sur des mines près de Rehovot. Le train est ensuite la cible de grenades et de tirs de mitraillette par une trentaine d'hommes. Le bilan est de 7 morts et 4 blessés.[réf. nécessaire]
- Israël, 28 avril 1947 : une bombe explose devant la camp de police de Sarona, tuant 5 policiers et en blessant 6.[réf. nécessaire]
- Israël, 29 avril 1947 : le chef de la police criminelle de Haïfa a été abattu alors qu'il était au volant de sa voiture sur l'avenue principale.[réf. nécessaire]

### Mai
- Espagne, 19 mai 1947 : trois gardes civils sont tués par un individu qu'ils venaient d'appréhender à la gare de Madrid lors des préparatifs de l'arrivée de Francisco Franco. Les valises de l'individu contenaient une douzaine de bombes.[réf. nécessaire]
- France, 23 mai 1947 : deux grenades explosent à 1 heure 30 dans le siège du parti communiste à Quimper.[réf. nécessaire]

### Juin
- Royaume-Uni, 6 juin 1947 : plusieurs personnalités politiques britanniques sont la cible de lettres explosives. Toutes ont été interceptées par la police à temps.[réf. nécessaire]
- Italie, 21 juin 1947 : l'évêque de Trieste est frappé à coup de bâton et coupé par des lames de rasoir par un groupe de communistes yougoslaves à Capo d'Istria.[réf. nécessaire]

### Juillet
- France, 13 juillet 1947 : attentat contre une scierie à Chalindrey.[réf. nécessaire]

### Août
- Palestine, 7 août 1947 : une bombe explose devant le bâtiment des travaux publics de Jérusalem faisant 1 mort.[réf. nécessaire]
- France, 26 août 1947 : à 4 heures, une bombe explose sur le palier de l'immeuble occupé par le bâtonnier de l'ordre des avocats du Gers à Auch, provoquant de graves dégâts.[réf. nécessaire]

### Septembre
- France, 5 septembre 1947 : une bombe explose devant un restaurant de Bréviandes, le détruisant.[réf. nécessaire]
- Tchécoslovaquie, 11 septembre 1947 : trois ministres, celui des affaires étrangères, celui de la justice et le vice-président du conseil, étaient destinataires de colis explosifs. Ils ont été interceptés à temps.[réf. nécessaire]
- France, 12 septembre 1947 : à 3 heures 30, une bombe explose devant un magasin de meubles de Troyes. A 4 heures, une autre bombe explose détruisant une agence d'assurances.[réf. nécessaire]
- France, 17 septembre 1947 : une bombe explose dans la nuit au bureau du président départemental du Rassemblement du peuple français entraînant d'importants dégâts, y compris sur les immeubles adjacents. De plus, une bombe explose devant un pavillon de Bry-sur-Marne, faisant 2 blessés.[réf. nécessaire]
- Grèce, 25 septembre 1947 : le roi Paul Ier échappe à une tentative d'assassinat. En effet, plutôt que d'aller à Larissa par la route, il décide d'y aller en avion. Le cortège royal (sans le roi), le suit par la route et l'une des voitures saute sur un mine près de Trikala, tuant ses occupants.[réf. nécessaire]

### Octobre
- Chili, 10 octobre 1947 : attentat dans la nuit du 9 au 10 octobre contre l'ambassade soviétique de Santiago.[réf. nécessaire]
- Indochine, 10 octobre 1947 : Truong Dinh Tri, président du comité de gestion administrative de Hanoï est victime d'un attentat à la grenade. Il décédera de ses blessures le lendemain.[réf. nécessaire]
- France, 21 octobre 1947 : Mali Vergnole, fils du maire de Nîmes est la cible de coup de feu, rue d'Assas. Paul Vergnole, son frère demande alors des explications aux assaillants et est abattu d'une balle dans la poitrine par Georges Plantier.[réf. nécessaire]

### Novembre
- Birmanie, 8 novembre 1947 : le premier ministre birman Thakin Nu échappe à une tentative d’assassinat par balles alors qu'il traversait la jungle dans sa voiture. Un officier britannique de son escorte est blessé.[réf. nécessaire]
- Italie, 12 novembre 1947 : trois hommes ont été blessés par une rafle de mitrailleuse à Milan. De plus, une bombe est lancée contre une maison religieuse à Cermenate, endommageant seulement le bâtiment.[réf. nécessaire]
- Italie, 14 novembre 1947 : une bombe explose devant le siège du parti communiste à Milan.[réf. nécessaire]
- Indochine, 15 novembre, 1947 : 15 enfants sont tués et une cinquantaine de personnes sont blessées lors de l'explosion d'une bombe au cours d'un cérémonie mortuaire à Ravinh.[réf. nécessaire]
- France, 27 novembre 1947 : le général Pierre Montrelay, commandant de la 3e région aérienne est blessé par balle à Bordeaux par le fils de l'amiral Émile Muselier.[réf. nécessaire]